# Сарро, Марк
Марк Сарро (фр. Marc Sarreau; род. 10 июня 1993, Вьерзон, департамент Шер,Франция) — французский профессиональный шоссейный велогонщик, выступающий с 2015 года за команду «Groupama-FDJ».

## Достижения
2014
1-й Париж — Шони
3-й ЗЛМ Тур
2015
1-й — Этап 3 Тур Пуату-Шаранты
2016
1-й — Этап 1 (КГ) Тур Средиземноморья
2017
1-й — Этап 5 Тур Пуату-Шаранты
2-й Гран-при Фурми
2-й Париж — Бурж
2018
1-й Ля Ру Туранжель
1-й — Этапы 1 и 3 Этуаль де Бессеж
1-й — Этап 1 Четыре дня Дюнкерка
1-й — Этап 2 Cиркуи де ла Сарт
2019
1-й Шоле — Земли Луары
1-й Рут Адели де Витре
1-й — Этап 3 Этуаль де Бессеж
2-й Гран-при Денена
2-й Классик Луар-Атлантик
3-й Ля Ру Туранжель

## Статистика выступлений

### Гранд-туры
| Гонка           | 2016 | 2017 | 2018 |
| --------------- | ---- | ---- | ---- |
| Джиро д'Италия  | НФ   | —    |      |
| Тур де Франс    | —    | —    |      |
| Вуэльта Испании | —    | —    | 131  |